# 日清ヨーク
日清ヨーク株式会社（にっしんヨーク、Nissin York Co.,Ltd.）は、日本の乳製品・清涼飲料メーカー。東京都中央区東日本橋に本社を置く。日清食品グループの一員であり、主に「ピルクル」を主力とするはっ酵乳・乳酸菌飲料、清涼飲料水、デザートなどの製造・販売を手がける。

## 概要
社名の「ヨーク（YORK）」は、愛知ヨークの製品を神奈川県以東へ販売する協力会社として設立された経緯から付けられたものだが、資本的に無関係である。かつては愛知ヨークの営業エリア内にあたる愛知県以西で事業展開を行っていなかったが、後述の関西工場の稼働により関西をはじめ中国・九州エリアでも販売が強化された。
コーポレートアイデンティティは「喜び、おいしさ、ロマン、健康」の4つを現している。

## 沿革
- 1969年（昭和44年）12月 - 株式会社ヨーク本社設立。
- 1970年（昭和45年）11月 - 関東工場完成。のむヨーグルト『ヨーク』発売。
- 1979年（昭和54年）2月 - 食べるヨーグルト『コア』発売
- 1980年（昭和55年）6月 - フルーツゼリー発売
- 1984年（昭和59年）9月 - 学校給食振興充実の功績が認められ、文部大臣賞を受賞する。
- 1990年（平成2年）
  - 7月 - 日清食品（現・日清食品ホールディングス）傘下となる。
  - 11月 - 社名を日清ヨーク株式会社に変更。
- 1991年（平成3年）1月 - 資本金8億7千万円に増資。
- 1993年（平成5年）9月 - 乳酸菌飲料『ピルクル1000』発売。
- 1994年（平成6年）3月 - 乳酸菌飲料『ピルクル』発売。
- 1999年（平成11年）6月 - 本社を現在地に移転。
- 2001年（平成13年）12月 - 乳酸菌飲料『ピルクル』が特定保健用食品として認可される。
- 2002年（平成14年）4月 - 清涼飲料『フルーツ&ビタミン』発売。
- 2003年（平成15年）11月 - 新CIマーク制定。
- 2005年（平成17年）5月 - 関東工場、開発研究所および埼玉支店がISO14001認証を取得。
- 2008年（平成20年）10月 - 親会社である日清食品が持株会社制に移行し、日清食品ホールディングス株式会社に社名変更。当社は日清食品グループの中核事業会社となる。
- 2010年（平成22年）10月 - 西日本初の生産拠点となる関西工場が兵庫県西脇市に完成。

## 主な製品

### はっ酵乳
- やさしい十勝のむヨーグルト（65ml、1000ml） - 1970年に「ヨーク」として発売され、41年を数える[2]。
- 十勝のむヨーグルト（500ml）[3]
- 十勝のむヨーグルトブルーベリー（1000ml）[3]
- やさしい十勝のむヨーグルトいちご（65ml、1000ml）[3]
- 十勝のむヨーグルトいちご（500ml）[3]
- 十勝のむヨーグルトマンゴー[4]
- フルーツ&ビタミンのむヨーグルト（200ml）[3]
- ビタミンCアセロラヨーグルト[3]
- ビタミンCレモンヨーグルト[3]
- 毎日のむ血圧ケアヨーグルト[5]

以下は終売
- コアヨーグルトプレーン
- 十勝のむヨーグルトもも（500ml）
- 日本の果実ヨーグルトシリーズ（白桃、りんご、ラ・フランス、みかん、パイン）

### 乳酸菌飲料
- ピルクル（乳製品乳酸菌飲料、特定保健用食品）[6]
- ピルクル食物繊維プラス（200ml）[7]
- ピルクルLight（65ml）[8]
- 朝のフルーツミックス乳酸菌飲料（500ml）[8]
- 九州産みかん乳酸菌飲料（500ml）[8]
- フルーツミックス乳酸菌飲料（65ml）[8]
- 乳酸菌飲料りんご（65ml）[8]

以下は終売
- ニュー・サン・キング（乳酸菌飲料（500ml））
- ピルクルLife+（200ml）
- ピルクルSlim（乳酸菌飲料（65ml、1000ml））
- 乳酸菌飲料Vビタミン

### 清涼飲料水
- ゆずレモン（500ml）[9]
- はちみつレモン水（1000ml）[9]

以下は終売
- フルーツウォーター赤りんご&青りんご（1000ml）
- オレンジタイガー（500ml）（※2010年、寅年にちなんで発売）
- 日向夏（500ml）

### デザート、その他
- 現在生産・販売されている商品はない[10]。

## 事業所

### 工場
- 関東工場（埼玉県羽生市）
- 関西工場（兵庫県西脇市）

### 支店・営業所
- 大阪営業部（大阪市淀川区、日清食品ホールディングス本社内）
- 関東支店（埼玉県羽生市）
- 東北支店（仙台市太白区）
- 中部支店（名古屋市東区）
- 中四国支店（岡山市北区）
- 九州支店（福岡市博多区）
- 横浜営業所（横浜市戸塚区）

## その他

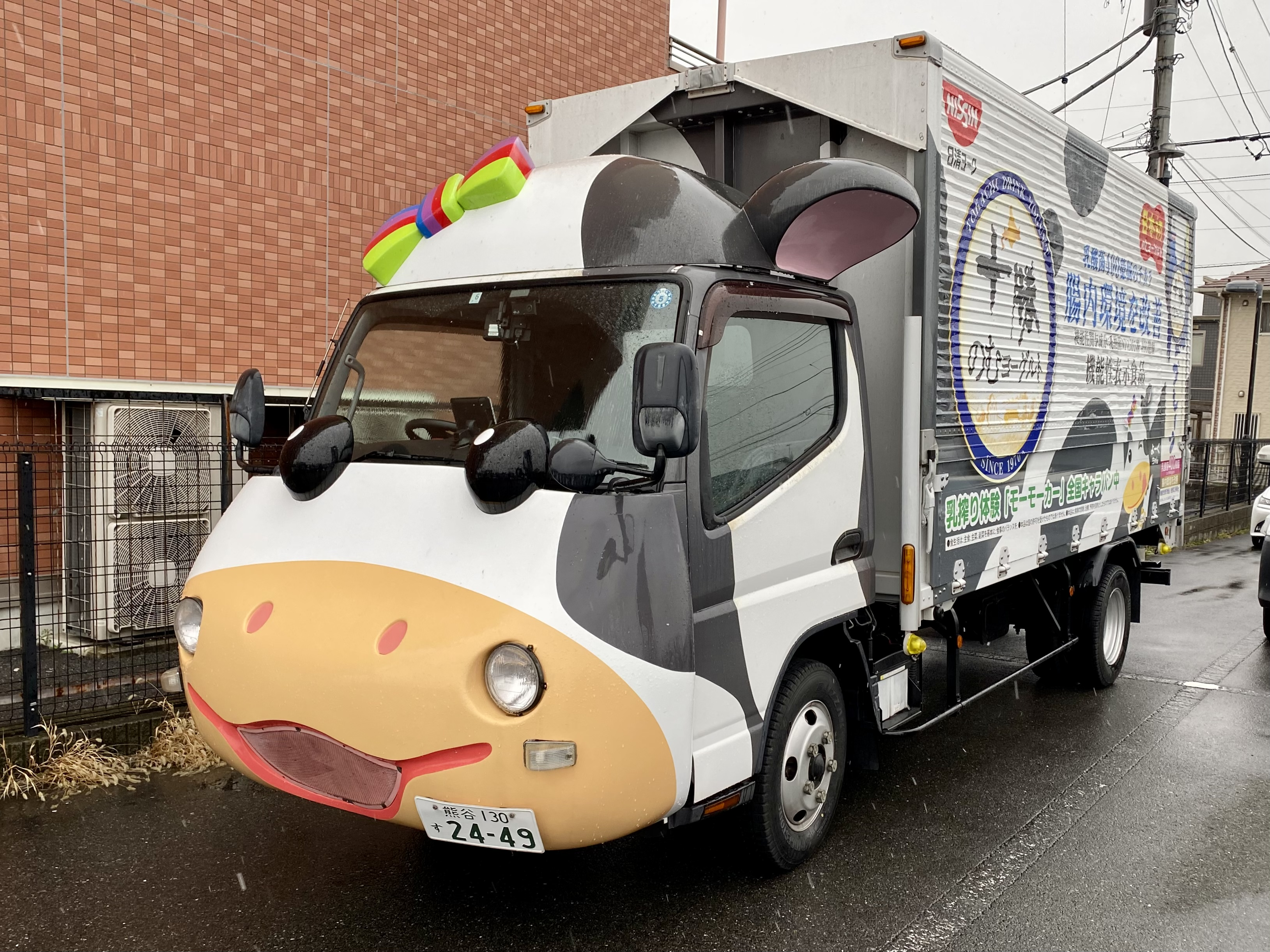
2015年にデビューした「モーモーカー」

- 1990年11月の社名変更の際に、社名変更を知らせるTVCMが放送された。CMは防災無線のスピーカーから「日清ヨーク…日清ヨークです」を連呼するものや、「ヨークごっくん!」が書かれたアドバルーンを空に多数打ち上げる、といったものだった。その映像以外に一切BGMは鳴らさず、CMの最後に当時の「ヨーク」の容器→「日清ヨーク」の文字の順に表示していた。
- 日清食品グループ入り当初は、グループ共通のリップマークを使った「NISSINYORK」ロゴが用いられていた。その後2003年11月から独自のCIマーク「YORK」を使用していたが、2013年4月にリップマークを使った「NISSIN 日清ヨーク」ロゴへ再変更し現在に至る。
- 2015年10月1日より、「十勝のむヨーグルト」発売45周年を記念して、新マスコットキャラクター「よーくちゃん」の顔をモチーフにした乳搾り巡業車、「モーモーカー」運行開始[11]。